# Luft-Boden-Rakete

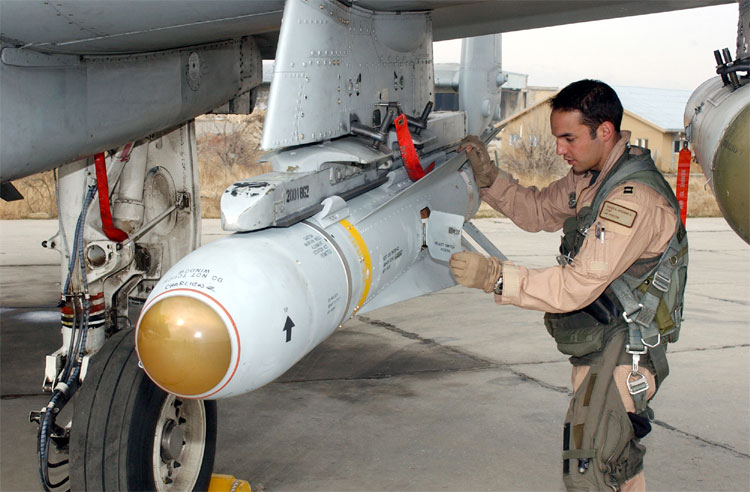
Ein A-10-Pilot inspiziert eine AGM-65G

Luft-Boden-Rakete ist die Bezeichnung für selbstangetriebene Munition kurzer bis mittlerer Reichweite, die von Kampfflugzeugen und Kampfhubschraubern gegen Boden- und Seeziele eingesetzt wird. Unterscheiden lassen sich Lenkflugkörper, ungelenkte Raketen und luftgestützte ballistische Raketen (air-launched ballistic missile; ALBM).

## Geschichte

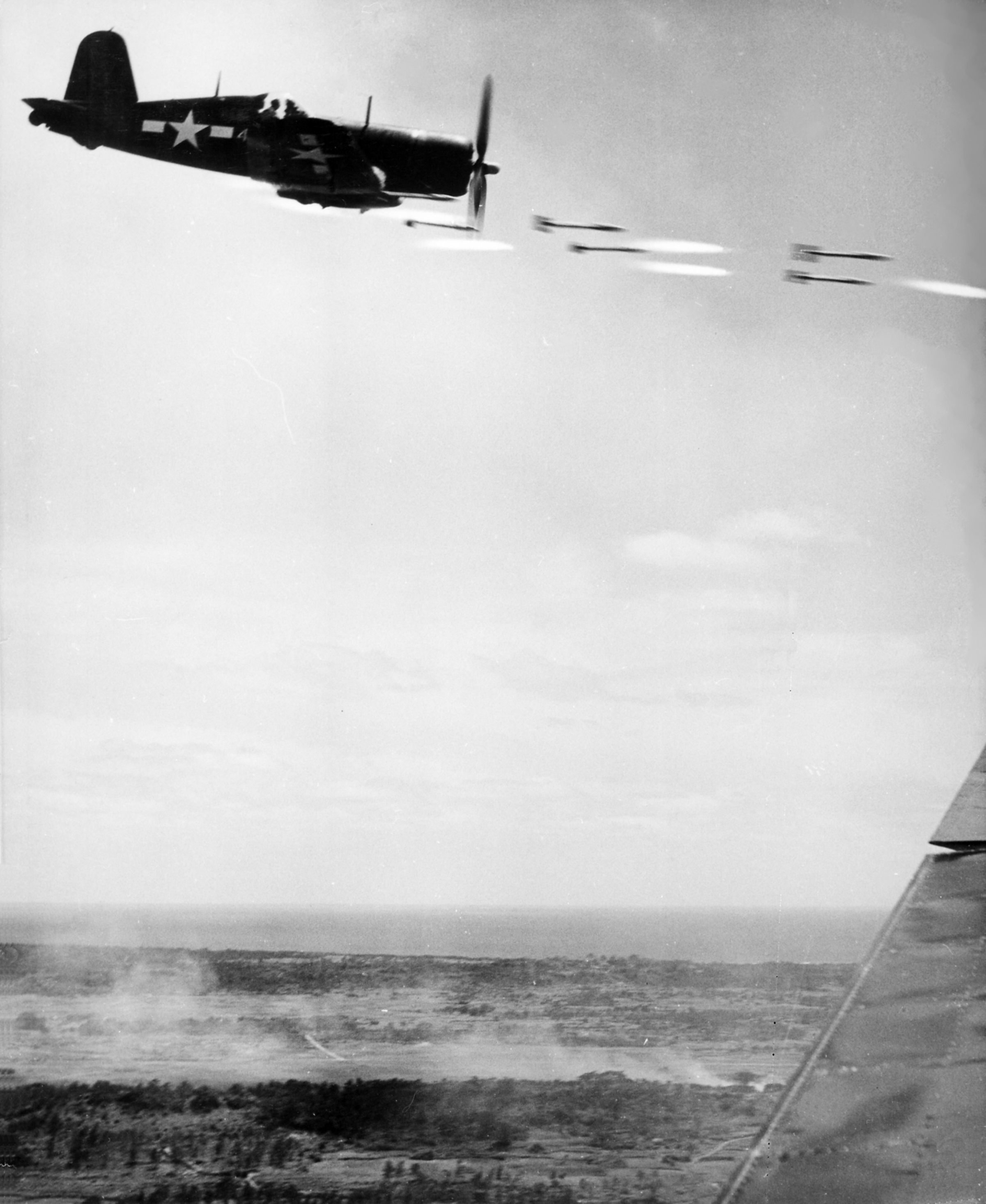
Chance Vought F4U beim Abfeuern von Raketen auf eine Stellung der japanischen Armee auf Okinawa

Erste Luft-Boden-Raketen wurden bereits vor dem Zweiten Weltkrieg entwickelt, zum Beispiel die sowjetischen RS-82 und RS-132. In Deutschland waren sie eine Weiterentwicklung von Raketen, die zunächst zum Einsatz gegen Flugzeuge entwickelt wurden. Beispiele sind die Panzerblitz II und III, Derivate der Luft-Luft-Rakete R4M „Orkan“.
Die Amerikaner setzten gegen Ende des Zweiten Weltkriegs die M8-Rakete ein.
Eine weitere Entwicklungslinie geht aus der Ausstattung von Gleitbomben mit Steuerungen hervor. So wurde im Zweiten Weltkrieg von der deutschen Luftwaffe die Henschel Hs 293, eine reichweitengesteigerte Fliegerbombe mit manueller Steuerung, gegen Schiffe eingesetzt.

## Einsatz

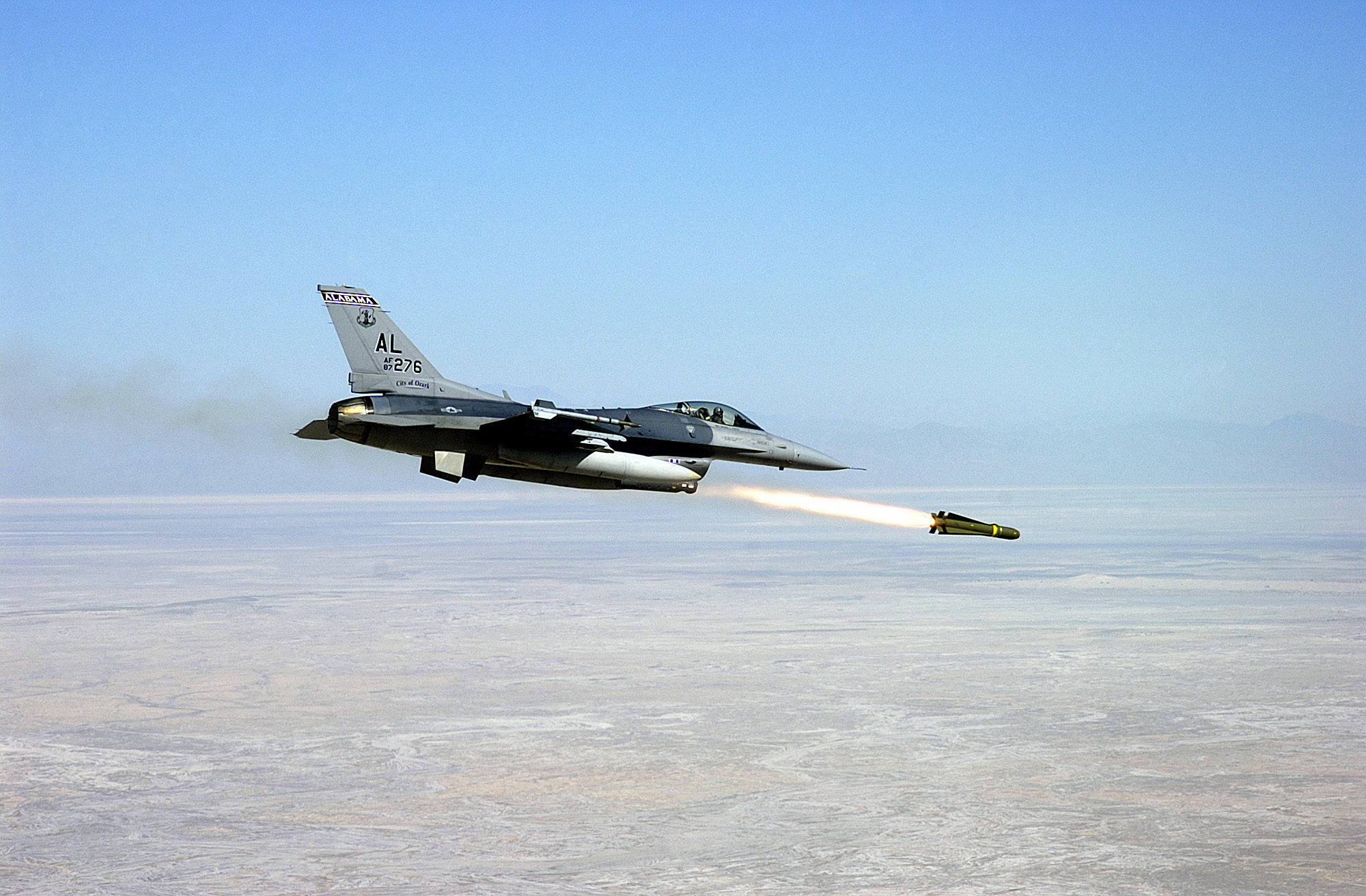
Abschuss einer AGM-65D von einer F-16C

Ungelenkte Luft-Boden-Raketen erfordern eine Annäherung an das Ziel, um die Streuung möglichst gering zu halten.
Lenkflugkörper hingegen können durch den meist stärkeren Antrieb und die Steuerung aus relativ großer Entfernung abgefeuert werden. Die Trägerplattform kann somit außerhalb des gegnerischen Abwehrfeuers bleiben und dennoch Ziele mit hoher Präzision treffen.

## Aufbau

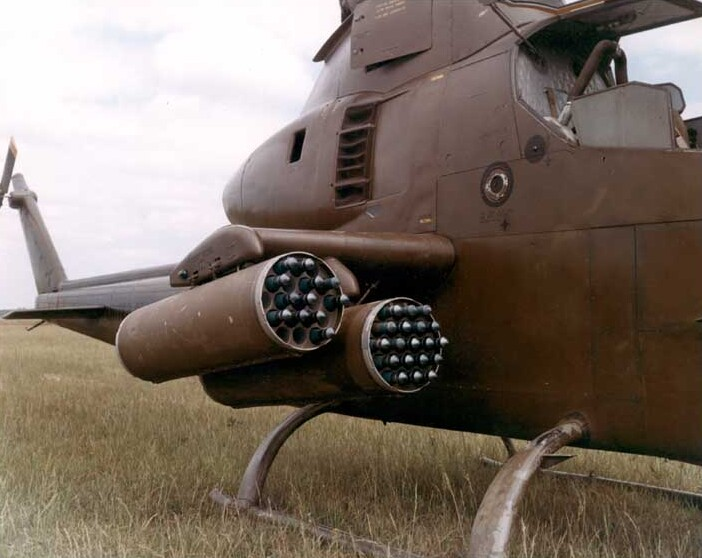
Startgerät mit Hydra 70 an einer AH-1 Cobra

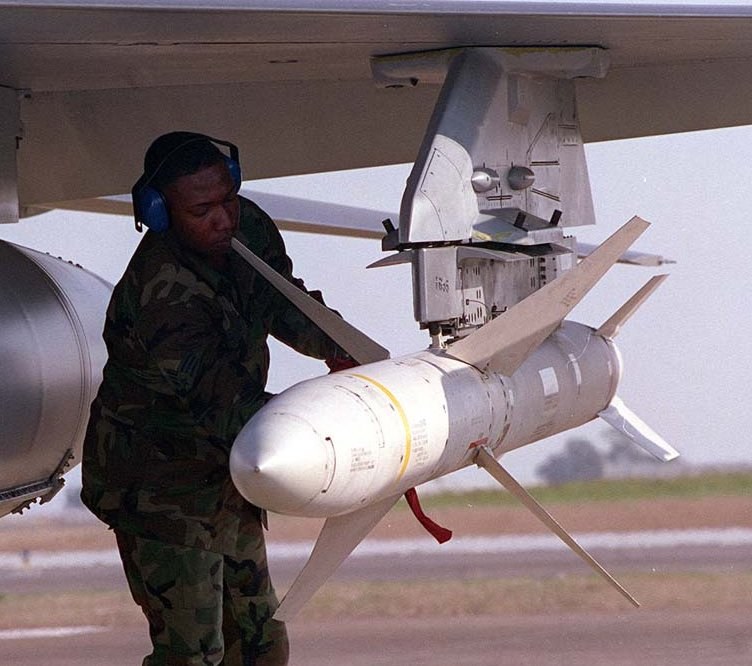
Gut sichtbar: HARM-Startgerät (zwischen Außenlastträger und Rakete) und kreuzförmig angeordnete Steuerflächen

Eine ungelenkte Luft-Boden-Rakete setzt sich zusammen aus dem Gefechtskopf und dem Raketenmotor.
Gelenkte Raketen bestehen aus Gefechtskopf, Sensor, Lenksystem (in der Regel mit Steuerklappen) und Antrieb.
Für den Anbau an die Außenlastträger des Luftfahrzeugs wird jeweils ein Startgerät benötigt.

### Sensor
- Infrarot:

Es gibt zwei Arten von Infrarotsuchköpfen: Bei der ersten erfasst der Suchkopf die vom Ziel ausgestrahlte Hitze und folgt ihr (IR). Bei der zweiten betrachtet der Pilot über einen Bildschirm im Cockpit das Wärmebild des Ziels und schaltet den Suchkopf auf; IIR (Imaging Infrared) genannt.
- Laser:

Es wird ein Laserstrahl verwendet, um ein Ziel zu markieren, der Suchkopf erfasst die Reflexionen und steuert den Flugkörper entsprechend.
- Radar:

Im Englischen auch active radar genannt; hier sendet der Flugkörper selbst ein Radarsignal aus, dessen Reflexionen er empfängt und damit das Ziel verfolgt.
- Halb-Aktives Radar:

Unter einem halbaktiven Radar oder semi active radar versteht man, dass das Ziel vom Trägerflugzeug aus mit Radar angestrahlt wird, während die Rakete selbst nur über einen Radarempfänger verfügt und damit die Emissionen auffängt.
- Passives Radar:

Eine Zielmethode, in der eine damit ausgestattete Rakete feindliche Radaremissionen entdeckt und anvisiert, ohne selbst Radaremissionen auszusenden.
- Optisch:

Ein Zielsystem für Raketen, in denen ein elektrooptischer Sucher (Video) ein vorher bestimmtes Gebiet überstreift. Sobald ein potenzielles Ziel entdeckt wird, kann es vom Schützen über das Fernsehbild im Cockpit erkannt und die Rakete darauf gelenkt werden.
- Satelliten-Navigation:

- GPS:

Ein US-amerikanisches Navigationssystem, das aus mehr als 24 Satelliten besteht. Dieses erlaubt es einer damit ausgestatteten Rakete, recht genau eine bestimmte Koordinate bei jedem Wetter und Tageszeit überall auf der Erde zu treffen.
- GLONASS:

ist das russische Pendant zum amerikanischen GPS.
- INS Trägheitsnavigation:

Ein Zielsystem, das die Beschleunigung des Flugkörpers in allen drei Achsen misst, um so die Position und Beschleunigung festzustellen. Es ist gegen Elektronische Gegenmaßnahmen unempfindlich.
- TERCOM (Terrain-Contour-Matching) und DSMAC (Digital Scene Matching Area Correlation):

TERCOM ist ein Navigationssystem für Raketen, das eine Höhenlinienkarte des Terrains verwendet, über das die Rakete fliegt. TERCOM „sieht“ das Terrain, mit Hilfe eines Radarsystems, über das es fliegt und es zu einer gespeicherten Karte vergleicht. Dadurch kann sie wesentlich niedriger fliegen und ist genauer als eine Rakete, die nur mit Trägheitsnavigation ausgestattet ist.
Das DSMAC ist die Verbesserte Version des TERCOM. Es ist ein Navigationssystem, das während des Fluges die Bilder des Gebietes mit vorgeladenen Satellitenbildern vergleicht, die der Flugkörper in seinem Speicher trägt (siehe Digitales Geländemodell).
- TAINS (Tercom-Aided Inertial Navigation System):

Das TAINS verwendet das TERCOM und INS Trägheitsnavigationssystem. Beide Systeme ergänzen sich dabei mit ihren Daten, um die Position noch genauer zu bestimmen.
- Precision Terrain Aided Navigation (PTAN):

Ein Navigationssystem für Flugkörper, das zurzeit in der Entwicklung ist und das eine weltweite Digitaldatenbank mit Radarkarten verwendet.

### Antrieb

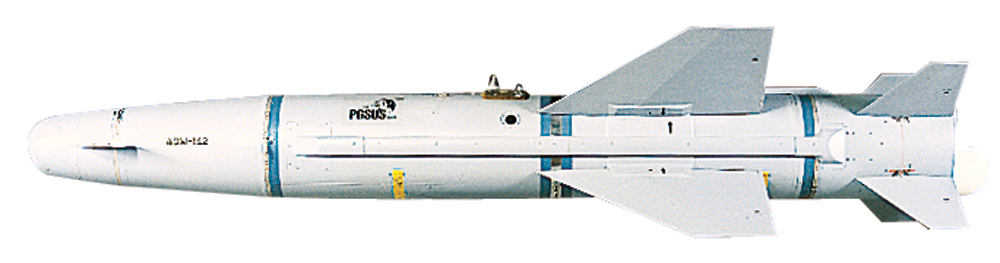
AGM-142 Have Nap (Grafik)

Nachfolgend eine Übersicht von Technologien, die als Antriebsaggregat eingesetzt werden können:
- Feststoffmotor:

ist der am häufigsten verwendete Antrieb bei Luft-Boden-Raketen. Dies liegt vor allem daran, dass der Feststoffmotor sehr simpel aufgebaut ist. Der Hauptnachteil ist der geringere Wirkungsgrad und dass weder die Leistung (Schub) noch die Brenndauer beeinflusst werden können.
- Flüssigkeitsmotor:

der Vorteil gegenüber Raketen mit Feststoffmotor ist, dass sie sich an- und abstellen sowie Änderungen in der Schubkraft zulassen. Nachteilig ist dagegen der höhere Aufwand für Lagerung und Verarbeitung sowie für das Triebwerk.
- Turbojet:

Ein Strahltriebwerk (auch Düsentriebwerk oder Strahlturbine, engl. turbojet bzw. turbofan) ist ein Triebwerk, das nach dem Prinzip des Rückstoßantriebs funktioniert. Träger des Schubs ist dabei ein Gasstrahl. Strahltriebwerke saugen die Umgebungsluft an und stoßen sie als Antriebsstrahl wieder aus. Weil der für die Verbrennung notwendige Sauerstoff der angesaugten Luft entnommen wird, spricht man auch von luftatmenden Triebwerken.
- Turbofan:

Der Turbofan ist eine Weiterentwicklung des Turbojet mit mindestens zwei Wellen, teilweise getrennten Luftströmen und einer stark vergrößerten ersten Verdichterstufe. Man spricht wegen des zweiten Luftstroms auch vom Zweistrom-Strahltriebwerk oder Mantelstromtriebwerk, russische Hersteller sprechen vom Nebenstrom-Triebwerk. Der Wirkungsgrad eines Turbofan ist höher als der eines Turbojet.
- Ramjet:

Dieses luftatmende Triebwerk verzichtet auf bewegliche Teile wie Turbinen, erreicht aber niedrigere Wirkungsgrade als ein Turbojet und benötigt zum Start einen Booster.
- Scramjet:

Hierbei handelt es sich um die Highspeed-Variante des Ramjet für Geschwindigkeiten ab Mach 3. Flugkörper mit diesem Antrieb befinden sich in der Entwicklung. So testete 2012/2013 die US-Luftwaffe die experimentelle Boeing X-51, welche von einem Boeing B-52-Bomber gestartet wurde.